# Marshiella lettermani
Marshiella lettermani är en stekelart som beskrevs av Shaw 2000. Marshiella lettermani ingår i släktet Marshiella och familjen bracksteklar. Inga underarter finns listade i Catalogue of Life.